# Aral Caracum
Aral Caracum (Aral Karakum) é um deserto no Cazaquistão, situado a nordeste do Mar de Aral. O rio Sir Dária pega o deserto ao sul. O deserto cobre uma área de 40 000 km². A região é bastante plana, variando a altitude de 55 a 118 metros. As dunas conseguem atingir alturas de aproximadamente 25 metros. A área é bastante seca, e os leitos dos rios secos só conseguem levar a água na primaveram, quando a neve derrete no inverno. A precipitação anual é de 120mm.
O inverno dura de meados de Novembro até meados de Março, com nebulosidade variável e frequentes nevoeiros. A temperatura média durante o dia é de 5-10°C e a noite em torno de -25°C. A temperatura negativa recorde foi de -42°C. Entretanto, durante o inverno, a qualquer momento, clima ameno é possível. A precipitação ocorre com mais frequência no inverno e em forma de neve. A neve chega a 15cm de altura, mas chegando a 30cm dependendo da intensidade da tempestade.
O verão dura de Maio até meados de Setembro. As temperaturas durante o dia oscilam entre 30-35°C, mas temperaturas até 43°C já foram registradas. À noite, a temperatura desce para 15-18°C. Durante o verão, há ventos secos e tempestades de areia.
A deserto possui vegetação em parte, principalmente grama, que está sendo utilizada como pastagem para ovelhas.